# 油库
石油库，通称油库，是指收发和储存原油、汽油、柴油、煤油、喷气燃料、溶剂油和重油等整装、散装油品的独立或企业附属的仓库或设施。油库主要由储油罐、输油管线、泵房、装卸设施以及附属设施（如：消防设施）等设施设备组成。建设大型的战略储备油库可以帮助国家建立战略石油储备，保护主权国家的能源供给安全。

## 油库种类

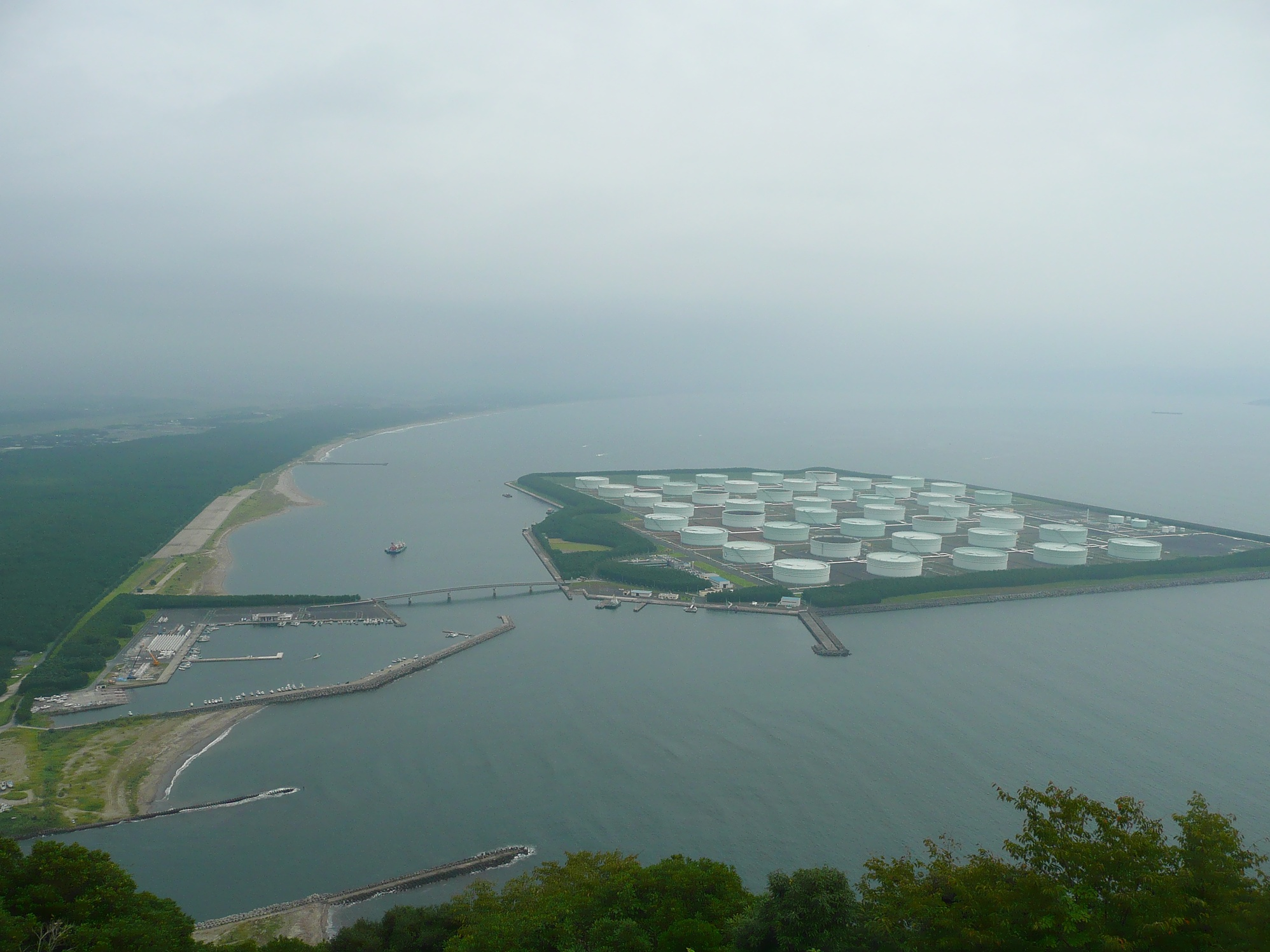
日本建于志布志湾人工岛上的志布志国家石油储备基地

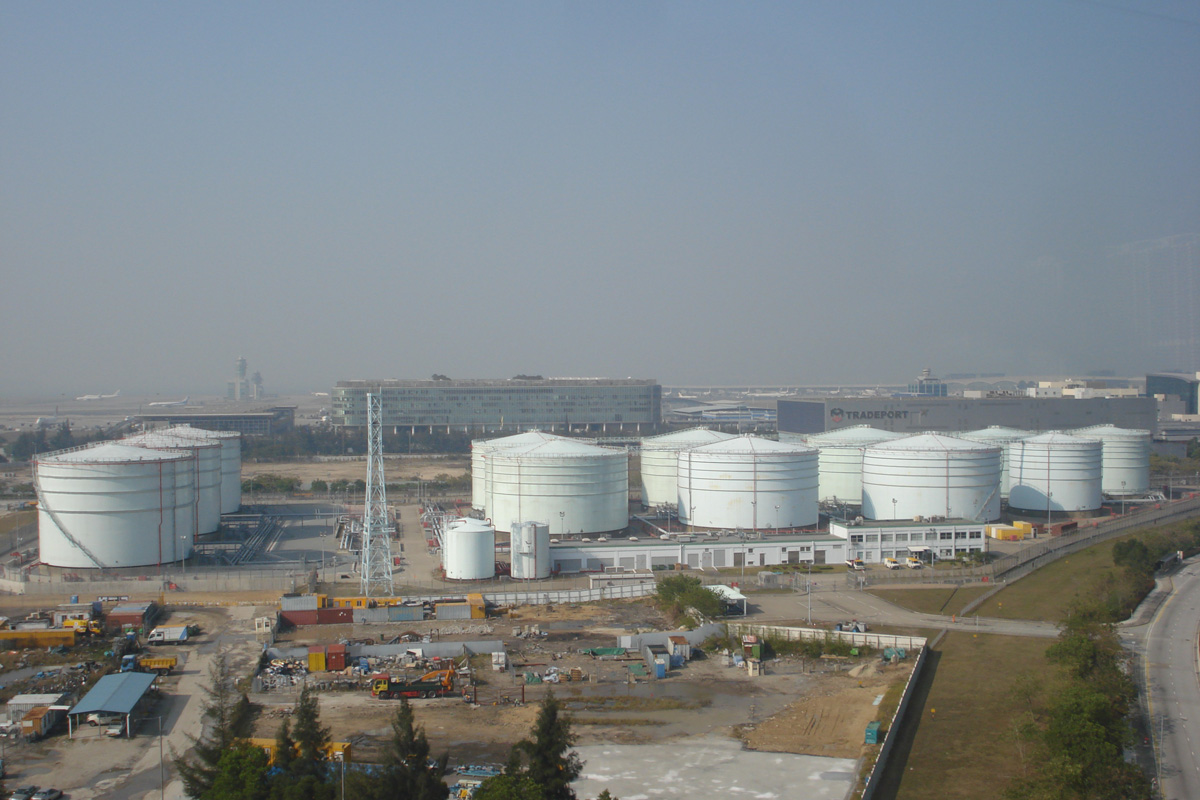
香港国际机场用于储存航空燃油的油库

### 体制类型分
油库有几种不同的分类方法，若按管理体制和业务性质分类，可以分为“独立油库”和“企业附属油库”。独立油库是指专门接收、储存和发放油品的独立单位，可以细分为民用油库（可细分为储备油库、中转油库和分配油库）和军用油库（可细分为储备油库、供应油库和野战油库）；附属油库则是工业、交通等部门或企业为了作业需要而设立的油库，一般炼油厂都设有附属油库。

### 储油方式分
按储油方式划分是油库的主要分类方法，可以分为：地面（地上）油库、隐藏油库（或称为“地下油库”）、山洞油库、水封石洞油库和海上油库等。
- 地面油库：地面油库顾名思义就是将储罐等设备建在地面上，是最常用的油库建设方式，具有投资小、建设周期短等优点，适合供应类、民用商业类油库。缺点是目标暴露，一旦发生战争，容易遭到敌方攻击破坏，不适合作为重点的军事用途和战备用途；
- 隐藏油库：隐藏油库也称“地下油库”，顾名思义就是将储油设施全部或者部分埋藏在地下并在上方覆土，使得从空中和野外无法直接观测到油库的位置，以此躲避可能遭受的攻击，由于油库建于地下需承受土压，因而对建筑材质要求高，需使用加固的钢筋混凝土或者其他护墙，因此需要较大的成本投入和较长的建设时间；
- 山洞油库：该种油库建设的目的和隐藏油库类似，也是躲避可能遭受的攻击，油库山洞是天然形成因而建设成本低于隐藏油库，中国大陆目前主要的大型战备油库和军用油库主要采用该类型油库；
- 水封石洞油库：水封石洞油库是利用稳定的地下水位，将存储的油品封存在地下洞室中。其储油罐体就是在有稳定地下水位的岩体内开挖的人工洞室，不需要另建储罐。由于被周围岩石内的地下水包围，油品不会外渗。水封石洞油库的储油量很大，可达数十万立方米，且具有良好的隐藏效果。但该种油库技术难度大，且需要地质条件高，选址也不易，一般多建于沿海地区；
- 海上油库：海上油库是将油库建于海上的一种储油方式，主要是由于海上石油开采的发展，该种油库可以减少陆地上的土地使用压力，在土地使用紧张的国家，如日本发展较快。[6][7]

## 油库的布局和分区

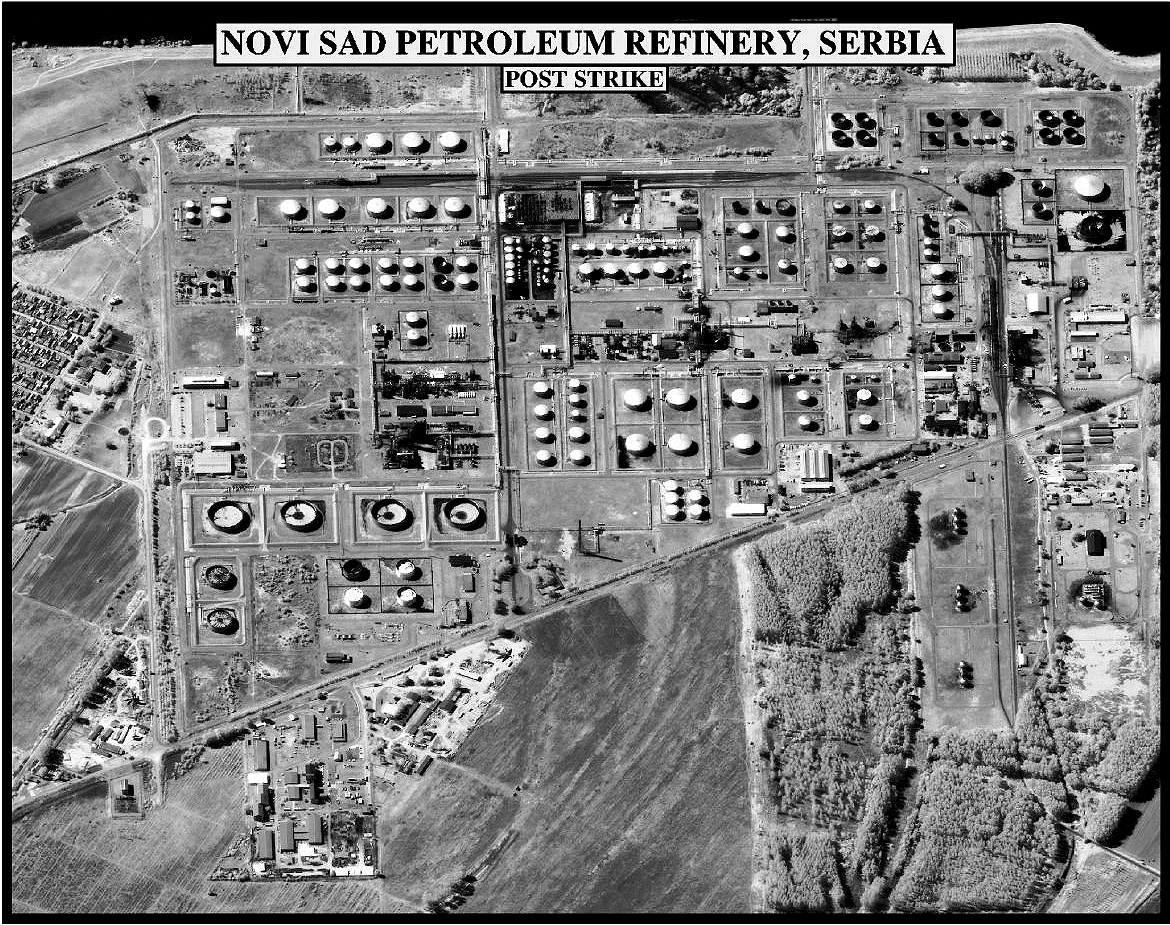
1999年塞尔维亚的一个战备油库的卫星航拍图，可见油库的作业分区

一般地，一个油库可以分为储油区、装卸作业区、辅助生产作业区、行政管理区和生活区等五个主要的功能区域：

### 储油区
储油区又称“油罐区”，是油库集中存放油品的区域，也是油库的核心要害区域。储油区主要有储油罐和其他配套设施组成，配套设施主要有诸如：也为自动控制及报警装置，防静电和防雷电装置，排水设备等等。储罐区一般将轻油（如：汽油、柴油等等）和重油（如：燃料油）的储罐分开，并配备有消防设备和环形道路系统。油罐区上方不得有架空的电线或者电话线通过，并不允许堆放可燃物，油罐区还要设置醒目的警告标志。

### 装卸油作业区
装卸作业区是油库进行油品进出口装卸的主要区域，又称为“生产作业区”，依据装卸方式的区别，可以分为铁路装卸区、水运装卸区和公路发放区等。
- 铁路装卸区：铁路装卸区主应用于建设在铁路沿线及附近的油库，主要设施有铁路专用油管、栈桥、鹤管、集油管、泵房、计量器具室、桶装油品装卸平台和桶装库房、空压机和真空系统、防气阻装置和加温暖房等；
- 水运装卸区：水运装卸区主要是油库通过油轮、油驳等水上运输工具进行收发油品或桶装油品的作业区域。主要设施有：油品装卸码头、泵房、输油管线、胶管或输油臂及装卸桶装油品的起重设备和输送设施等；
- 公路发放区：公路发放区是通过公路进行收发作业的区域，主要设备有：发油泵房（有的可通过高架罐进行无需动力收发作业）、发油台、相应的发油设施及停车场等。[8]

### 辅助生产作业区
辅助生产作业区是为了保障油库的安全生产进行而设置的辅助型设施区域，主要设施有：化验室、变配电间与发电设备、机械维修间、消防设施（消防用泵、消防车库和消防水罐或水池）、污水处理设备、锅炉房、器材室、废物堆放处等待。

### 行政管理区和生活区
行政管理区是油库行政管理机构的工作区，主要有办公楼、食堂、医务室、文化娱乐场所和车库等。
生活区主要是油库工作人员、家属或者外宾的宿舍及生活设施。依据油库的大小可以将生活区和行政管理区合建或分开。

## 油库作用
油库的作用大体可分为以下四个方面：
- 生产基地用于堆积和中转油料；
- 供销部门用于平衡销售流通领域；
- 企业部门用于保证生产；

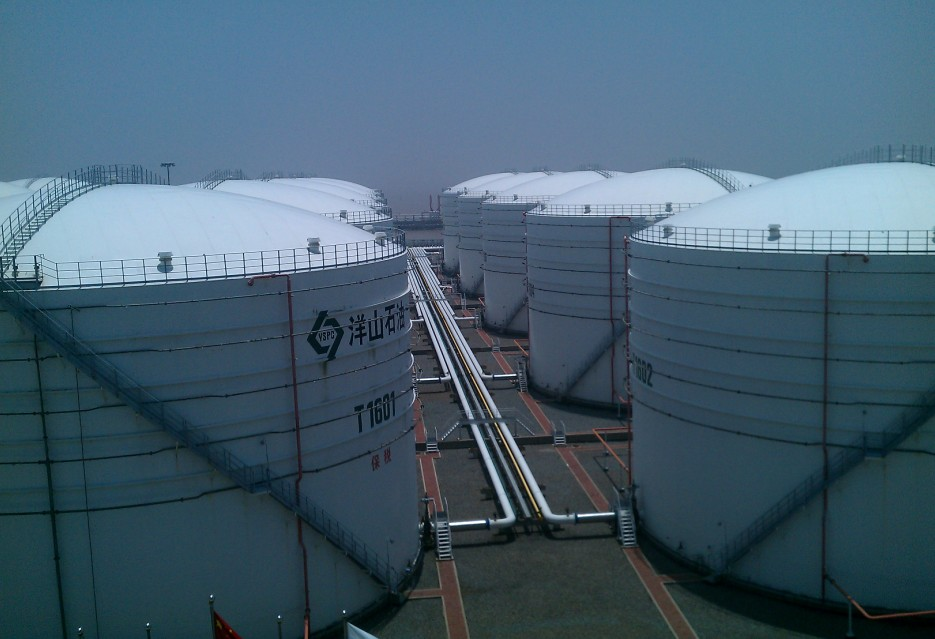
位于中国上海洋山深水港的一个大型多功能油库

- 国家储备部门用于战略储备，以保证非常时期的石油供应。[9]